# Telegram
Telegram (gr. tele – „daleko” + grámma – „litera, pismo”) – tekst przesłany początkowo przez telegraf, później przez dalekopis, współcześnie przez telefon, faks, e-mail lub SMS. Usługę wysyłania telegramów świadczyły placówki pocztowe. Kiedyś telegram był przesyłany w postaci teleksu za pomocą dalekopisu. W placówkach pocztowych nieposiadających dalekopisu, telegram był przekazywany do urzędu nadrzędnego telefonicznie. Obecnie usługa jest świadczona głównie za pośrednictwem internetu, a jej dostępność jest różna w różnych państwach.
W niektórych państwach świadczona jest nadal przez operatora pocztowego (Niemcy, Węgry, Japonia, Włochy, Chorwacja, Izrael, Turcja, Nowa Zelandia), w innych (jak Holandia czy Polska) przez prywatne przedsiębiorstwa.

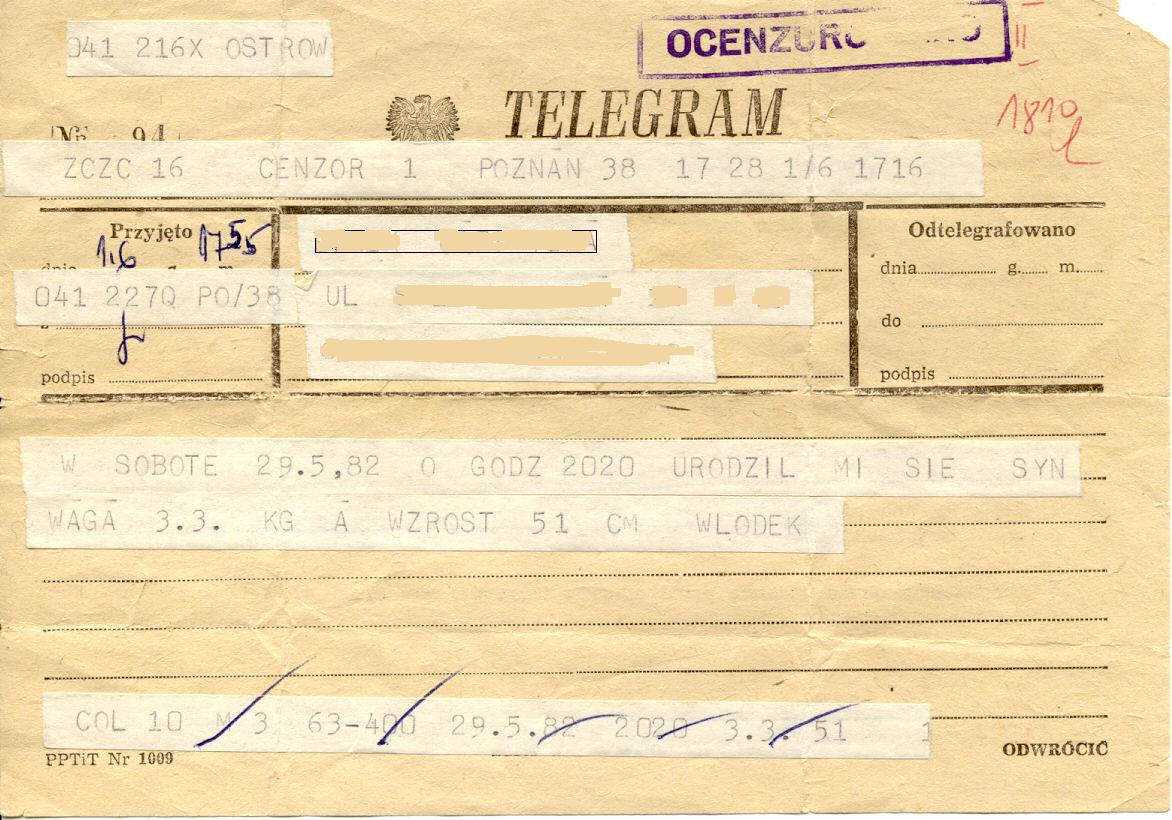
Telegram nadany w maju 1982 – formularz dostarczany do adresata. Treść telegramu (wraz z adresem i informacjami uzupełniającymi) wydrukowana jest na wąskim pasku papieru, który w placówce odbiorczej Polską Pocztę, Telegraf i Telefon naklejany był na formularz i w tej postaci dostarczany przez doręczyciela adresatowi. Telegram na ilustracji pochodzi z czasów obowiązywania w Polsce stanu wojennego i podlegał urzędowej cenzurze, stąd pieczęć „OCENZUROWANO” na formularzu.

## W Polsce
W Polsce dawniej usługa „Telegram” była świadczona przez przedsiębiorstwo państwowe Polska Poczta, Telegraf i Telefon. Po podziale przedsiębiorstwa Polska Poczta, Telegraf i Telefon na Telekomunikację Polską oraz Państwowe Przedsiębiorstwo Usług Pocztowych Poczta Polska świadczeniem usługi Telegram zajmowała się Telekomunikacja Polska. Z biegiem lat coraz więcej służb pocztowych w różnych krajach rezygnowało ze świadczenia tej usługi.
W 1985 roku w Polsce nadano ok. 20 mln telegramów, w 1990 roku było to 12 mln, w 2002 roku – 2,5 mln, a na początku lat 10 XXI w. ich liczba spadła do ok. 0,4 mln.
W listopadzie 2002 do grona rezygnujących dołączyła Telekomunikacja Polska, której nie opłacało się utrzymywać zespołu doręczycieli telegramów. Poczta Polska zagospodarowała od ręki tę próżnię wprowadzając usługę Telegram Pocztowy z gwarantowanym czasem doręczania. Telegramy Pocztowe były przesyłane do pocztowej placówki oddawczej za pośrednictwem krajowej sieci WAN Poczty Polskiej. Nadawca Telegramu Pocztowego oprócz tradycyjnej formy papierowej mógł zlecić przekazanie jego treści adresatowi również dodatkowo za pomocą telefonu, faksu, e-maila lub wiadomości SMS. Można też było zlecić doręczenie telegramu na blankiecie ozdobnym, włącznie z wersją kondolencyjną.
1 października 2018 roku Poczta Polska wycofała usługę telegramu pocztowego.
Obecnie w Polsce usługę tę świadczy prywatny operator telegramy.pl

## Historia
Nazwa „telegram” powstała w 1852 roku, jej autorem był Amerykanin E. P. Smith. Pierwszy telegram pomiędzy Europą i Ameryką Północną przesłano 5 sierpnia 1858 roku.